# Pilea cephalophora
Pilea cephalophora är en nässelväxtart som beskrevs av Ignatz Urban. Pilea cephalophora ingår i släktet pileor, och familjen nässelväxter. Inga underarter finns listade i Catalogue of Life.